# Boudin créole
Le boudin créole est une variété créole du boudin originaire de Guadeloupe, de Guyane, de Martinique et de La Réunion. Il est traditionnellement préparé pour les fêtes de fin d’année et servi accompagné d’une salade.
Il se décline généralement en deux variantes :
- le boudin noir créole,
- le boudin blanc créole.

## Variantes régionales

### Guadeloupe et Martinique
Aux Antilles françaises, il est cuisiné avec du piment. Le boudin est traditionnellement préparé le jour même de la fête de Noël selon un long rituel dont voici l'idée générale : la famille se réunit tôt le matin afin d'égorger le porc. Son sang est recueilli, ainsi que ses intestins, qui seront lavés, puis la chair et la graisse. Tout cela est ensuite utilisé pour la confection du boudin. [réf. nécessaire]

### Guyane
Le boudin créole est un mets consommé pour les fêtes de fin d’année et également pour la période pascale en Guyane. Il est préparé à base de viande de porc, de pain rassis, de piment, d’oignons, d'un bouquet garni et de citron vert.

### La Réunion
Le boudin créole, avec ou sans piment, est souvent servi en entrée, accompagné d'achards de légumes ou bien en plat principal sous forme de rougail.